# 馬室村
馬室村（まむろむら）は、埼玉県北足立郡にあった村。現在の鴻巣市南西部にあたる。
1954年（昭和29年）に鴻巣町・箕田村・田間宮村・笠原村と合併して鴻巣町となり消滅した。

## 地理
- 河川 - 荒川

### 隣接していた自治体
（括弧内は現在の自治体）
- 北足立郡
  - 鴻巣町（鴻巣市）
  - 田間宮村（鴻巣市）
  - 北本宿村（北本市）
- 比企郡
  - 北吉見村（吉見町）
  - 東吉見村（吉見町）

## 歴史
- 1889年（明治22年）4月1日 - 町村制施行に伴い、滝馬室村・原馬室村が合併し馬室村が発足。
- 1954年（昭和29年）
  - 7月1日 - 鴻巣町・箕田村・田間宮村・北埼玉郡笠原村と合併し、改めて鴻巣町が発足。同日馬室村廃止。
  - 9月30日 - 鴻巣町が北足立郡常光村を編入して市制施行、鴻巣市となる。